# Levansa ischioleuca
Levansa ischioleuca là một loài tò vò trong họ Ichneumonidae.